# 小塘西站
小塘西站位于广东省佛山市南海区小塘镇，是广茂铁路线上的一座四等站，于1903年投入使用。离广州站40公里，距茂名站319公里，隶属广州铁路集团三茂铁路股份有限公司管辖。不办理客运营业；货运可办理整车货物到发，零担仅办理直达整零货物到发，不办理危险货物到发。